# داگ کریستی
داگلاس دیل کریستی (زاده 9 مه 1970) یک مربی حرفه ای بسکتبال آمریکایی و بازیکن سابق است که دستیار مربی ساکرامنتو کینگز انجمن ملی بسکتبال (NBA) است. کریستی متولد سیاتل، واشنگتن ، پسر جان مالون و نورما کریستی است. او توسط مادرش در سیاتل بزرگ شد. کریستی دو نژاد است. پدرش سیاه پوست و مادرش سفید پوست است.